# 人形屋多吉
人形屋 多吉（にんぎょうや たきち、生没年不詳）とは江戸時代の江戸の地本問屋。

## 来歴
幕末の弘化嘉永頃、元飯田町中坂勇助店で地本問屋を営業していた。地本草紙問屋仮組（新組）の一軒であった。歌川国芳、。歌川芳藤の錦絵を出版している。

## 作品
- 歌川国芳 「八町づつみ夜のけい」 大判3枚続 弘化ころ
- 歌川国芳「勇国芳桐対模様」 大判3枚続 嘉永元年頃
- 歌川芳藤「神田御祭礼飯田町中坂上ル図」 大判3枚続 嘉永2年か嘉永4年